# Polydore (annélide)
Polydora
Pour les articles homonymes, voir Polydore.
Genre
Les polydores forment un genre (Polydora) de vers annélides polychètes de la famille des Spionidae.
Ils sont connus des conchyliculteurs comme parasites, invasifs des huîtres mais peuvent aussi toucher d'autres espèces (l'Ifremer cite une « invasion » en baie de Somme).

## Étymologie

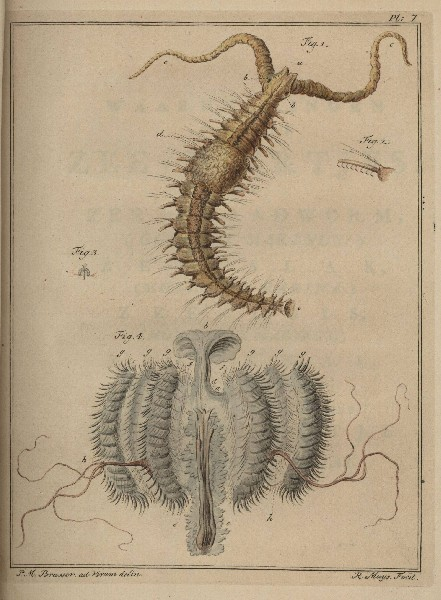
Planche ancienne comportant Polydora ciliata et Callianira hexagona.

Du grec  Πολυδωρη, en allusion à Polydore, fille de Tethys et d’Océan de la mythologie grecque. Plus précisément (traduction libre depuis le site WORMS) :

« Le genre est nommé d'après Polydora, l'une des Océanides de la mythologie grecque antique, des déesses mineures et des nymphes des rivières, des fontaines, des sources souterraines, des puits, des lacs, des nuages, des vents, des brises, des couchers de soleil et des levers de soleil, et des filles des dieux Océanus et de son épouse Téthys. Selon Bosc (1802: 151) : « Il [Bosc lui-même] l'a appelé [le genre] Polydore, nom d'une nymphe de la mer de la suite de Nérée. » Bosc s'est trompé, car les références placent la Polydora mythologique parmi les Océanides (les multiples filles d'Océanus), et non parmi les nymphes Néréides (les multiples filles de Nérée), mais néanmoins, le nom Polydora dérive d'une dame mythologique de la culture grecque. »

— Bosc, L.A.G. (1802), Histoire Naturelle des Vers : contenant leur description et leurs mœurs, avec figures dessinées d'après nature. Guilleminet, Paris, chez Deterville

## Description
Les polydores sont des vers marins vivant généralement dans le sable, les vases, enfouis ou à l'intérieur de tubes qu’ils construisent, quelques espèces creusant des galeries dans les coquilles d’huîtres ou d’autres bivalves, provoquant chez l’huître des boursouflures dans la nacre puis un chambrage noirâtre.
Cette espèce devient envahissante dans les cultures d'huîtres de nombreux pays où elle a été introduite et où elle peut aussi affecter des individus sauvages. Ses dégâts sont souvent mineurs, mais préjudiciables à la qualité marchande des bivalves. Quand les parasites sont nombreux, ils finissent par affaiblir le bivalve (dans les grands élevages où la contagion est facilitée, on en trouve jusqu’à plus de 600 par huître). La cartographies d’infestation faite par l'IFREMER en baie des Veys laisse penser que la bathymétrie expliquerait le mieux la répartition spatiale des polydores, une fois ceux-ci introduits ou transportés (par les activités humaines ou peut-être par les oiseaux et les courants...).

## Traitements
La plupart des produits qui tuent le ver tueraient ou affecteraient l’huître. Une exondation prolongée tue une partie des annélides, de même que le saumurage qui les tue sous l’effet de la pression osmotique (pour cela, on immerge les huîtres une demi-heure dans une eau sursaturée en sel, puis on les conserve hors d'eau une nuit pour faire cristalliser le sel dans les galeries de polydores. L’huître reconstitue ensuite sa coquille au-dessus des galeries.

## Liste des espèces
Selon World Register of Marine Species (30 octobre 2015) :
- Polydora aggregata Blake, 1969
- Polydora alloporis Light, 1970
- Polydora anoculata Moore, 1907
- Polydora anophthalma Rioja, 1962
- Polydora attenuata Claparède, 1868
- Polydora aura Sato-Okoshi, 1998
- Polydora bioccipitalis Blake & Woodwick, 1971
- Polydora bioccipitalis Blake & Woodwick, 1972
- Polydora brevipalpa Zachs, 1933
- Polydora calcarea (Templeton, 1836)
- Polydora carinhosa Radashevsky, Lana & Nalesso, 2006
- Polydora carunculata Radashevsky, 1993
- Polydora cavitensis Pillai, 1965
- Polydora ciliata (Johnston, 1838)
- Polydora ciliate (Johnston, 1839)
- Polydora cirrosa Rioja, 1943
- Polydora colonia Moore, 1907
- Polydora cornuta Bosc, 1802
- Polydora curiosa Radashevsky, 1994
- Polydora derjugini Zachs, 1933
- Polydora ecuadoriana Blake, 1983
- Polydora fulva Grube, 1878
- Polydora fusca Radashevsky & Hsieh, 2000
- Polydora gaikwadi Day, 1973
- Polydora glycymerica Radashevsky, 1993
- Polydora gracilis Verrill, 1880
- Polydora haswelli Blake & Kudenov, 1978
- Polydora hermaphroditica Hannerz, 1956
- Polydora heterochaeta Rioja, 1939
- Polydora hoplura Claparède, 1869
- Polydora hornelli Willey, 1905
- Polydora kaneohe Ward, 1981
- Polydora laticephala Hartmann-Schröder, 1959
- Polydora latispinosa Blake & Kudenov, 1978
- Polydora limicola Annenkova, 1934
- Polydora lingshuiensis Ye, Tang, Wu, Su, Wang, Yu & Wang, 2015
- Polydora mabinii Williams, 2001
- Polydora maculata Day, 1963
- Polydora magna Berkeley, 1927
- Polydora manchenkoi Radashevsky & Pankova, 2006
- Polydora monilaris Ehlers, 1905
- Polydora nanomon Orensky & Williams, 2009
- Polydora narica Light, 1969
- Polydora neocaeca Williams & Radashevsky, 1999
- Polydora neocardalia Hartman, 1961
- Polydora nuchalis Woodwick, 1953
- Polydora pacifica Takahashi, 1937
- Polydora paucibranchis Ehlers, 1913
- Polydora pencillata Hutchings & Rainer, 1979
- Polydora plena Berkeley & Berkeley, 1936
- Polydora posthamata Jones, 1962
- Polydora punctata Hartmann-Schröder, 1959
- Polydora pygidialis Blake & Woodwick, 1971
- Polydora pygidialis Blake & Woodwick, 1972
- Polydora quintanarooensis Delgado-Blas, 2008
- Polydora rickettsi Woodwick, 1961
- Polydora robi Williams, 2000
- Polydora rogeri Martin, 1996
- Polydora spondylana Mohammad, 1973
- Polydora spongicola Berkeley & Berkeley, 1950
- Polydora triglanda Radashevsky & Hsieh, 2000
- Polydora umangivora Williams, 2001
- Polydora uncinata Sato-Okoshi, 1998
- Polydora uschakovi Buzhinskaja, 1971
- Polydora variegata Imajima & Sato, 1984
- Polydora villosa Radashevsky & Hsieh, 2000
- Polydora vulgaris Mohammad, 1972
- Polydora websteri Hartman in Loosanoff & Engle, 1943
- Polydora wobberi Light, 1970
- Polydora wolokowensis Zachs, 1925
- Polydora woodwicki Blake & Kudenov, 1978